# Хмелевка (Сумская область)
Хмелевка (укр. Хмелівка) — село,
Хмелевский сельский совет,
Краснопольский район,
Сумская область,
Украина.
Код КОАТУУ — 5922387401. Население по переписи 2001 года составляло 613 человек.
Является административным центром Хмелевского сельского совета, в который, кроме того, входят сёла
Веселое,
Видновка и
Лозовое.

## Географическое положение
Село Хмелевка находится на расстоянии в 4 км от пгт Краснополье,
в 2-х км — село Видновка.
По селу протекает пересыхающий ручей с запрудами.
Рядом проходит автомобильная дорога Т-1901.

## История
- Хутор Хмелевский, названный по имени его основателя, возник где-то в середине XVII века.
- Во второй половине XIX века в селе существовала трехклассная школа, точная дата основания и кем была основана не известно.

## Экономика
Базового хозяйства нет. Все земли в аренде в ООО «Семереньки» и ООО «Чернетчинское». Ранее существовало ООО «Хмелевская», ещё раньше существовал колхоз им. Гагарина. В советское время были построены 2 большие свино-товарные ферма (12 тыс. голов) и молочная ферма, но во времена независимости все это пришло в упадок. В селе есть три магазина — два принадлежат частным предпринимателям, а один Укоопсоюзу. Два раза в неделю проходят базарные дни, куда приезжают предприниматели со всего района.

## Объекты социальной сферы
- Хмелевская общеобразовательная школа I—III ступеней.
- Детский сад.
- Фельдшерский пункт.
- Пожарное депо.
- Дом культуры.
- Сельская библиотека.
- Стадион ФК «Темп».
- Церковь.

## Достопримечательности
- Памятник Героям Великой Отечественной войны.